# Philipp Ludwig Siegmund Bouton des Granges

Philipp Ludwig Siegmund Bouton des Granges (1731–1801)

Philipp Ludwig Siegmund Bouton des Granges (* 1731 in Pays de Vaud (Kanton Waadt); † 22. Mai 1801 auf Schloss Zinnitz) war ein königlich-preußischer Generalmajor, Chef des Jägerkorps zu Fuß und Besitzer des Herrenhauses Zinnitz.
Er befand sich zunächst in holländischen Diensten und ging während des Siebenjährigen Krieges 1757 in das preußische Freiregiment Mayr. Am 20. Februar wurde er Hauptmann im Freiregiment Courbiere. Allerdings wurde des Granges am 14. Juli 1759 Kompaniechef im Jägerkorps, am 8. Mai 1760 stieg er dort zum Major auf und verlor viele Soldaten im Gefecht bei Spandau gegen russische Truppen. 1761 geriet er in Schlesien in Gefangenschaft. 1762 wurde er ausgetauscht und übernahm erneut das Jägerkorps.
Er wurde am 10. April 1773 Oberstleutnant und am 11. November Kommandeur des Jägerkorps. Am 31. März 1776 wurde er Oberst und nahm am Bayrischen Erbfolgekrieg teil. Am 1. Dezember 1786 wurde er zum Generalmajor ernannt und Chef des Regiments Feldjäger. Am 19. Oktober 1790 gab er das Regiment wegen Krankheit an den Oberst Voß ab. Am 26. Oktober 1790 erhielt er den erbetenen Abschied und eine Pension von 1000 Talern. Er starb 1801 auf seinem Gut Zinnitz.

## Familie
Er war dreimal verheiratet. Seine erste Frau starb 1769. Er war danach mit Charlotte Johanna von Schlichting († 8. Mai 1788) aus Schlesien verheiratet. Seine dritte Frau wurde am 15. August 1788 Katharine Albertine Friederike von Brück, geschiedene von Bülow († nach 1806).
Nachkommen:
- Henriette Charlotte Friedericke (* 8. August 1769; † 25. April 1790) ⚭ Philipp Friedrich Wilhelm von Uttenhoven (* 11. Juli 1747), preußischer Major, Eltern des Generalleutnants Philipp Friedrich Wilhelm von Uttenhoven
- Luise Philippine
- Ludwig Philipp Karl ⚭ 1794 Sophie Juliane von Bülow († 1842) (Haus Falkenberg, Eltern von Pauline von Nostitz)
- Siegmund Friedrich Karl (* 7. Mai 1790; † 2. April 1811) sächsischer Rittmeister